# سيمونا أبيت
سيمونا أبيت (بالإيطالية: Simona Abbate)‏ هي لاعبة كرة الماء إيطالية، ولدت في 22 أغسطس 1983 في فوندي (إيطاليا) في إيطاليا.

## وصلات خارجية
- سيمونا أبيت على موقع الاتحاد الدولي للسباحة (الإنجليزية)
- سيمونا أبيت على موقع اللجنة الأولمبية الدولية (الإنجليزية)
- سيمونا أبيت على موقع أوليمبيديا (الإنجليزية)